# Małe Raczki

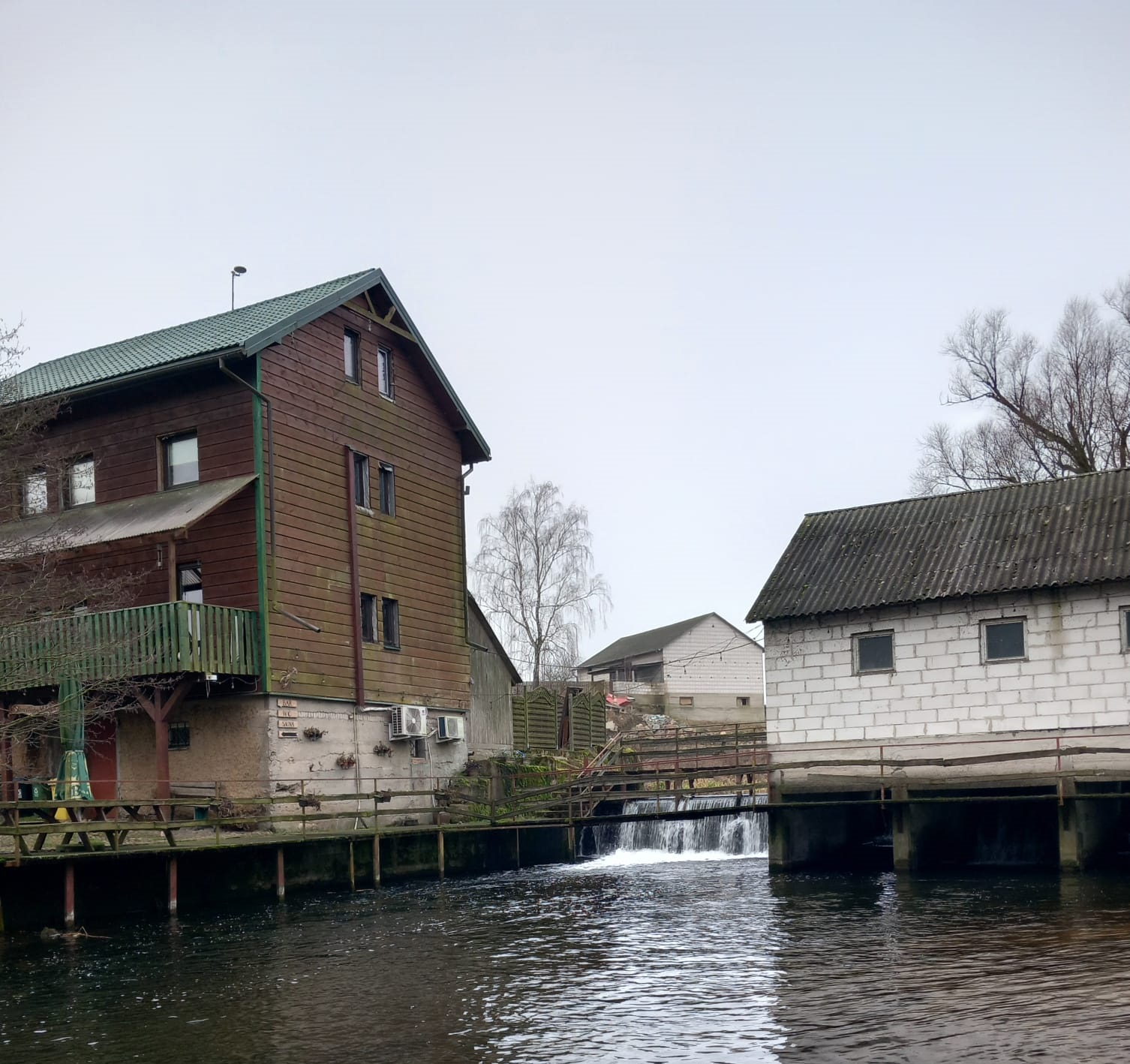
Dawny młyn nad Rospudą w Małych Raczkach (2025)

Małe Raczki – wieś w Polsce położona w województwie podlaskim, w powiecie suwalskim, w gminie Raczki. 
| SIMC    | Nazwa     | Rodzaj    |
| ------- | --------- | --------- |
| 1013565 | Naddawki  | część wsi |
| 1013588 | Ogrodniki | część wsi |

W latach 1975–1998 miejscowość administracyjnie należała do województwa suwalskiego.
W pobliżu wsi płynie rzeka Rospuda, na której pracował niegdyś młyn wodny. Obecnie znajduje się tam stanica wodna oraz bar. Niedaleko stanicy, w polu, znajduje się bunkier z czasów drugiej wojny światowej.